# ビューティフル・シティ
『ビューティフル・シティ』は宝塚歌劇団の舞台作品。花組公演。
併演作品は『舞え舞え蝸牛』。

## 解説
※『宝塚歌劇100年史（舞台編）』の宝塚大劇場公演のページを参照
都会に生きる人の孤独、哀感、出逢い、別れをテーマに、夕暮れから夜明けにかけて広げられるショー作品。大都会が見せる色々な姿を現代的な感覚で描いている。
ジャズからソウルまでの幅広いダンスナンバーを展開している。

## 公演期間と公演場所
- 1979年11月9日 - 12月18日[2]　宝塚大劇場
- 1980年3月4日 - 3月30日[3]　東京宝塚劇場

## 宝塚大劇場公演のデータ
形式名は「ミュージカル・アドベンチャー」。20場。

### スタッフ（宝塚大劇場公演）
- 作・演出：岡田敬二[2]
- 作曲・編曲：吉崎憲治[4]、前田憲男[4]
- 編曲・音楽指揮：橋本和明[4]
- 振付[4]：中川久美（アナウンサーではない）、フェイ・ウエスト
- 装置[4]：大橋泰弘
- 衣装[4]：任田幾英
- 照明[5]：今井直次
- 音響[5]：松永浩志
- 小道具[5]：万波一重
- 効果[5]：川ノ上智洋
- 演出助手[5]：村上信夫、小池修一郎、石田昌也
- 制作[5]：内山信一